# Jean-Claude Schmitt
Jean-Claude Schmitt (Colmar, 4 marzo 1946) è uno storico e medievista francese.

## Biografia
Già allievo della École nationale des chartes, è  professore aggregato presso la stessa istituzione. 
È  direttore di studi all'École des Hautes Études en Sciences Sociales dal 1983. I suoi principali campi di ricerca riguardano la storia delle immagini e delle rappresentazioni nella civiltà occidentale in epoca medioevale.

## Opere
Opere disponibili in italiano
- Il santo levriero. Guinefort guaritore di bambini, traduzione di Pietro Arlorio, Torino, Einaudi, 1982 ISBN 88-06-05426-0
  - titolo originale: Le saint lévrier. Guinefort, guérisseur d'enfants depuis le XIIIe siècle.
- (con Giovanni Levi), Storia dei giovani, Bari-Roma, Laterza, 1994
- Spiriti e fantasmi nella società medievale, Bari-Roma, Laterza, 1995 ISBN 978-88-420-4719-3
  - titolo originale: Les revenants. Les vivants et les morts dans la société médiévale'
- Il gesto nel medioevo, Bari-Roma, Laterza, 1999 ISBN 978-88-420-5838-0
  - titolo originale: La raison des gestes dans l'Occident médiéval
- Religione, folklore e società nell'Occidente medievale, Bari-Roma, Laterza, 2000 ISBN 978-88-420-6008-6
- Medioevo superstizioso, Bari-Roma, 1992 Laterza, ISBN 978-88-420-7343-7
  - titolo originale: Les 'superstitions'
- La conversione di Ermanno l'Ebreo. Autobiografia, storia, finzione, Laterza, 2005, ISBN 978-88-420-7148-8

Opere in francese
- La raison des gestes dans l'Occident médiéval, Parigi, Gallimard, 1990.
- Les revenants. Les vivants et les morts dans la société médiévale, Parigi, Gallimard, 1994.
- Le corps, les rites, les rêves, le temps. Essais d'anthropologie médiévale, Parigi, Gallimard, 2001
- Le corps des images. Essais sur la culture visuelle du Moyen Âge, Parigi, Gallimard, 2002.
- La conversion d'Hermann le Juif: autobiographie, histoire et fiction, Parigi, Éditions du Seuil, 2003.
- (con Jacques Le Goff e Franco Alessio), Dictionnaire raisonné de l'Occident médiéval, Parigi, Fayard, 1999 ISBN 978-2-213-60264-6 (ISBN 2-213-60264-6)
- 'L'invenzione del compleanno', Bari-Roma, 1992 Laterza, ISBN 978-88-420-9492-0